# Inula helenium
 Enula campana (nome scientifico  Inula helenium L., 1753) è una specie di pianta angiosperma dicotiledone della famiglia delle Asteraceae (sottofamiglia Asteroideae, tribù Inuleae e sottotribù Inulinae).

## Etimologia

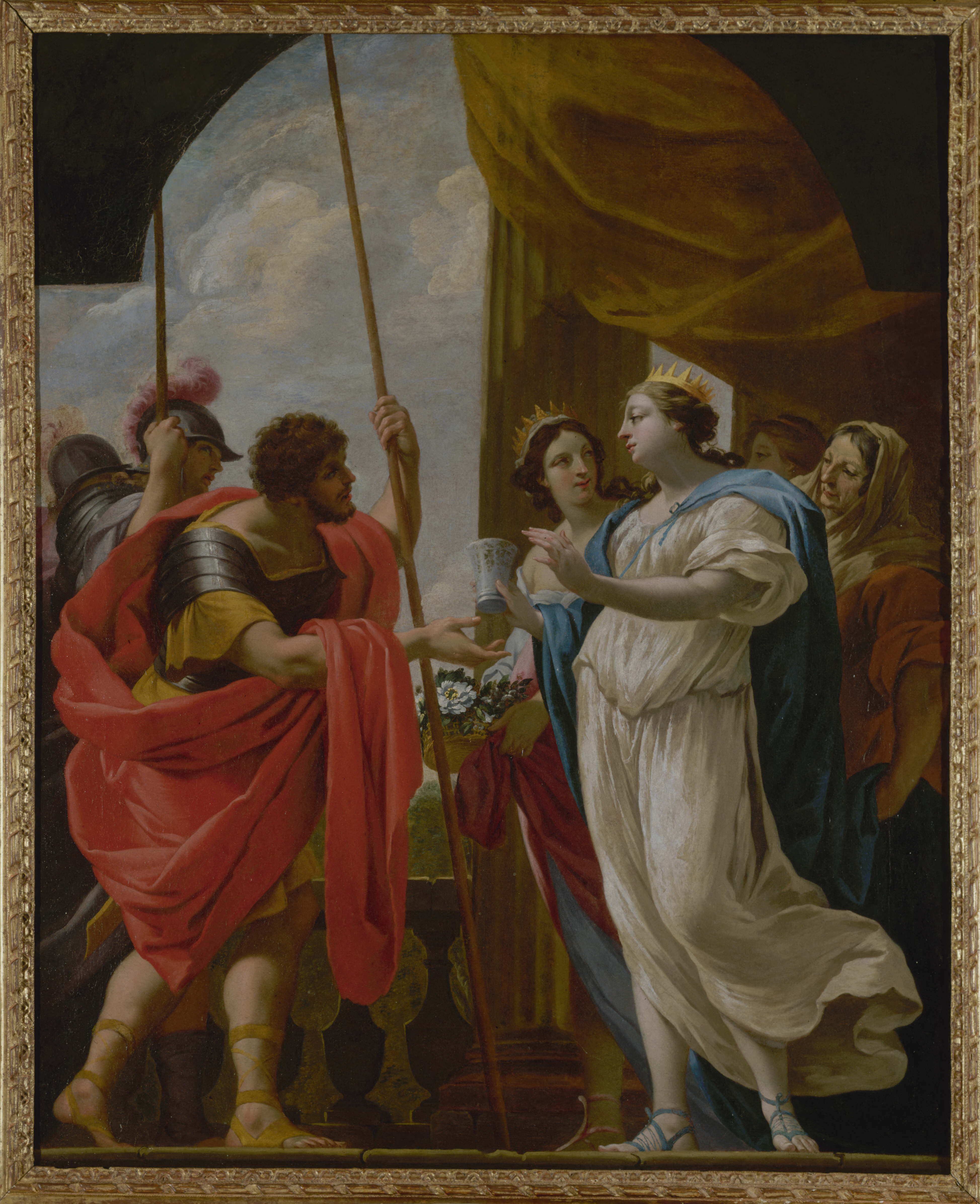
Polidamna dà a Menelao l'enula campana e il moly in un dipinto barocco di Simon Vouet.

Il nome generico (Inula) potrebbe derivare da un analogo vocabolo latino usato dai Romani per indicare proprio queste piante. Altri autori propongono un'altra etimologia: una derivazione da un vocabolo greco enàein (= purificare) facendo riferimento ovviamente alle presunte proprietà mediche della pianta.L'epiteto specifico (helenium) potrebbe derivare da Elena: ci sono delle leggende che collegano questa pianta alla moglie di Menelao.
Il binomio scientifico attualmente accettato (Inula helenium) è stato proposto da Carl von Linné nella pubblicazione Species Plantarum del 1753.

## Descrizione

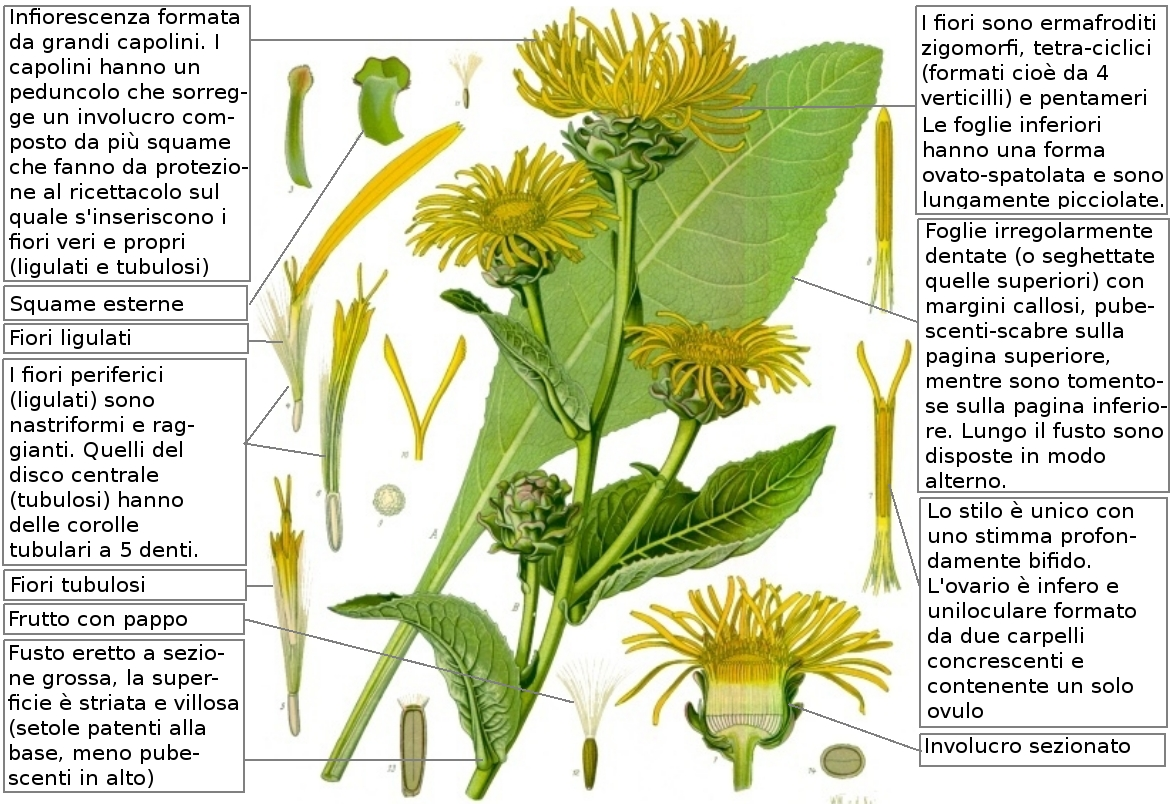
Descrizione delle parti della pianta

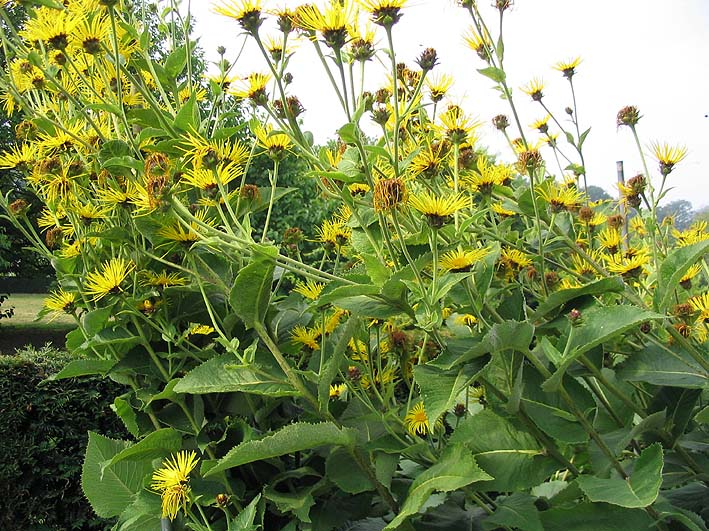
Portamento

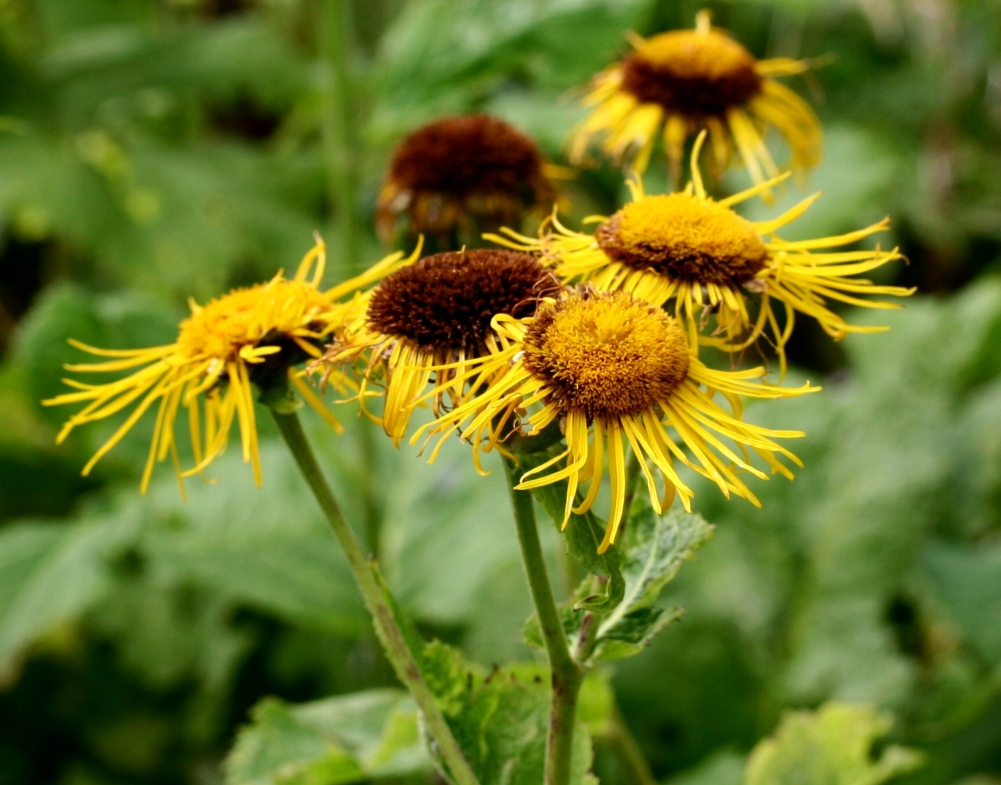
Infiorescenza

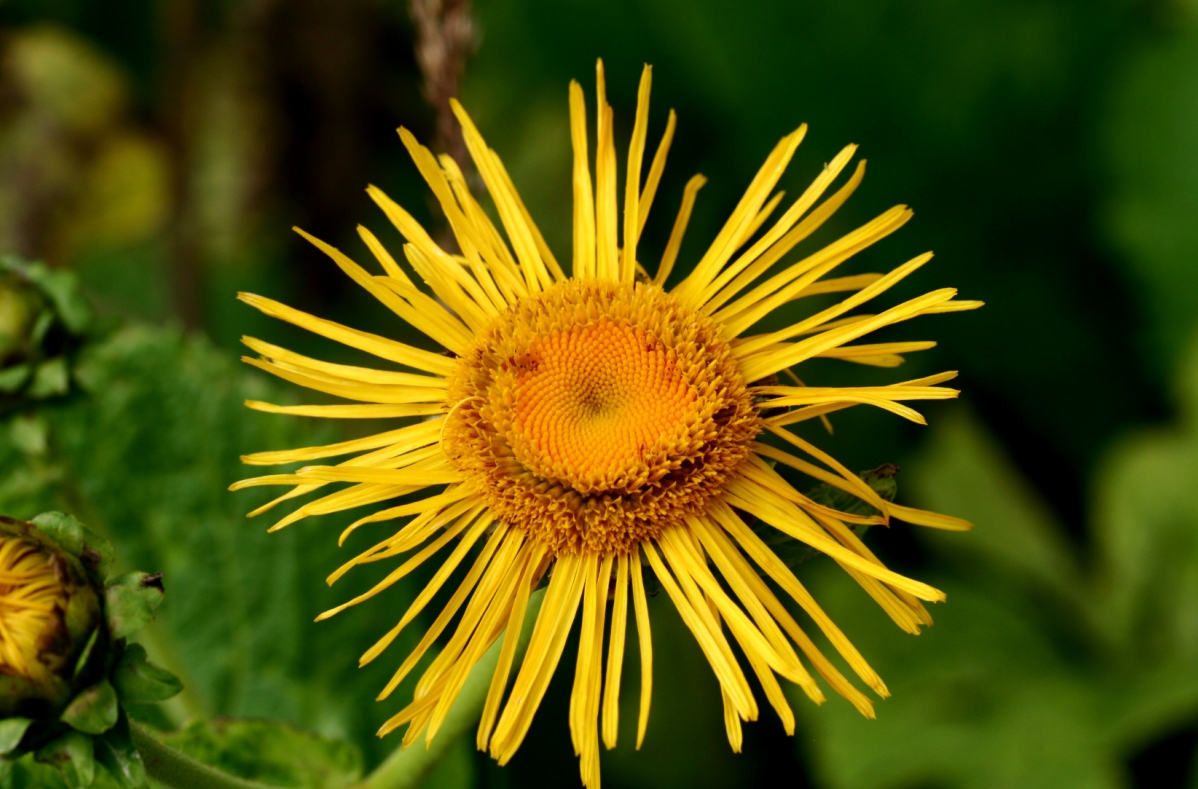
Il fiore

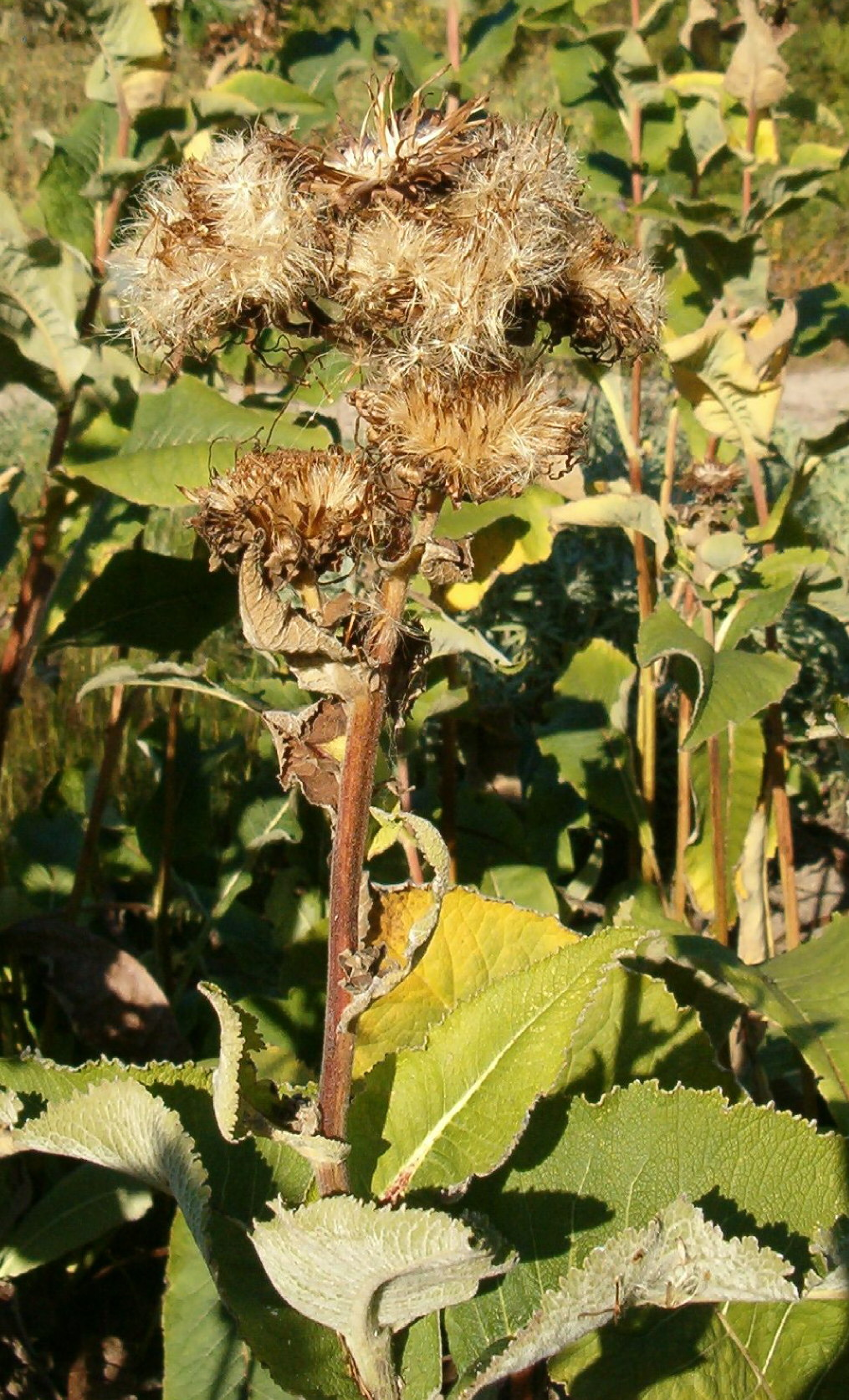
I frutti

Portamento. La specie di questa voce è una erbacea con un ciclo biologico perenne. La forma biologica della specie è emicriptofita scaposa (H scap); ossia è una pianta perennante con gemme poste al livello del suolo con fusto allungato e mediamente foglioso. I fiori sono profumati.
Radici. La radice è grossa e carnosa; è inoltre aromatico-amara.
Fusto. La parte aerea è eretta ed ha una sezione grossa, la superficie è striata e villosa (setole patenti alla base, meno pubescente in alto). Può essere alto fino a 1,5 m. La parte ipogea consiste in un rizoma. L'altezza può variare da 10 a 18 dm (100–180 cm) (massimo 200 cm).
Foglie. Tutte le foglie sono irregolarmente dentate (o seghettate quelle superiori) con margini callosi, pubescente-scabre sulla pagina superiore, mentre sono tomentose sulla pagina inferiore. Lungo il fusto sono disposte in modo alterno. Le foglie si dividono in:
- foglie basali: le foglie inferiori (o radicali) hanno una forma ovato-spatolata oppure oblunga, e sono lungamente picciolate. Dimensioni delle foglie inferiori: larghezza 10 – 20 cm; lunghezza 40 – 80 cm;
- foglie cauline: le foglie superiori sono sessili e amplessicauli, a forma lanceolata. Dimensioni delle foglie cauline: larghezza 5 – 8 cm; lunghezza 10 – 25 cm.

Infiorescenza. Le infiorescenze sono formate da grandi capolini sia solitari che in formazioni corimbose che normalmente sovrastano l'apparato fogliare. I capolini, peduncolati, sono di tipo radiato eterogamo. I capolini sono formati da un involucro composto da brattee disposte in modo embricato al cui interno un ricettacolo fa da base ai fiori ligulati periferici o fiori del raggio e ai fiori tubulosi quelli centrali o del disco. L'involucro può essere cilindrico o campanulato. Le brattee sono disposte generalmente su 3-4 serie; quelle esterne, carnose alla base, si presentano con una appendice fogliacea di forma ovalo-acuta, spatolata e ricurva verso l'esterno; quelle interne sono progressivamente più ristrette. Il ricettacolo è sprovvisto di pagliette (a protezione della base dei fiori). Diametro dell'involucro: 30 – 40 mm. Dimensione delle brattee esterne: larghezza 3 – 8 mm; lunghezza 12 – 20 mm. Diametro del capolino: 6 – 7 cm.
Fiori.  I fiori sono tetra-ciclici (formati cioè da 4 verticilli: calice – corolla – androceo – gineceo) e pentameri (calice e corolla formati da 5 elementi). Si distinguono in:
- fiori del raggio (esterni): sono femminili e sono disposti su una o più serie; la forma è ligulata (zigomorfa);
- fiori del disco (centrali): sono più numerosi con forme brevemente tubulose (attinomorfe); sono ermafroditi e fertili.

- Formula fiorale:

*/x K {\displaystyle \infty }, [C (5), A (5)], G 2 (infero), achenio
- Calice: i sepali del calice sono ridotti ad una coroncina di squame.

- Corolla:

- fiori del raggio: i fiori periferici (ligulati) sono nastriformi (provvisti di lunghe linguette – sono decisamente più lunghi dell'involucro), raggianti, terminanti con due dentelli e disposti su un unico rango; il loro numero varia da 50 a 100; il colore è giallo dorato; dimensione delle ligule: larghezza 1 – 2 mm; lunghezza 3 cm;
- fiori del disco: hanno delle corolle tubulari a 5 denti; il colore è giallo accentuato.

Androceo: l'androceo è formato da 5 stami sorretti da filamenti generalmente liberi; gli stami sono connati e formano un manicotto circondante lo stilo; le teche (produttrici del polline) sono troncate e non sono speronate. La base delle antere può essere lunga o corta con code ramificate. Il tessuto dell'endotecio è a forma radiata. Le cellule del collare dei filamenti sono piatte o di tipo mammelloso.
- Gineceo: il gineceo ha un ovario uniloculare infero formato da due carpelli.[4] Lo stilo è unico e con due stigmi nella parte apicale. Gli stigmi spesso sono provvisti di peli acuti che terminano sopra la biforcazione senza raggiungerla. Le superfici stigmatiche confluiscono all'apice, mentre alla base sono separate in due distinte linee (lignee stigmatiche marginali[6]). Il polline è spinuloso.

- Antesi: da luglio a ottobre.

Frutti. I frutti sono degli acheni glabri con quattro o cinque costolature; sono provvisti di pappo senza coroncina a setole dentate disposte su un unico rango (numero delle setole: 50 - 60). Dimensione degli acheni: 5 – 10 mm. Lunghezza delle setole: 6 – 10 mm.

## Biologia
Impollinazione: tramite insetti (impollinazione entomogama tramite farfalle diurne e notturne).

Riproduzione: la fecondazione avviene fondamentalmente tramite l'impollinazione dei fiori.

Dispersione: i semi cadono a terra e vengono dispersi soprattutto da insetti come formiche (disseminazione mirmecoria). Un altro tipo di dispersione è zoocoria: gli uncini delle brattee dell'involucro (se presenti) si agganciano ai peli degli animali di passaggio che portano così i semi anche su lunghe distanze. Inoltre per merito del pappo (se presente) il vento può trasportare i semi anche per alcuni chilometri (disseminazione anemocora).

## Distribuzione e habitat

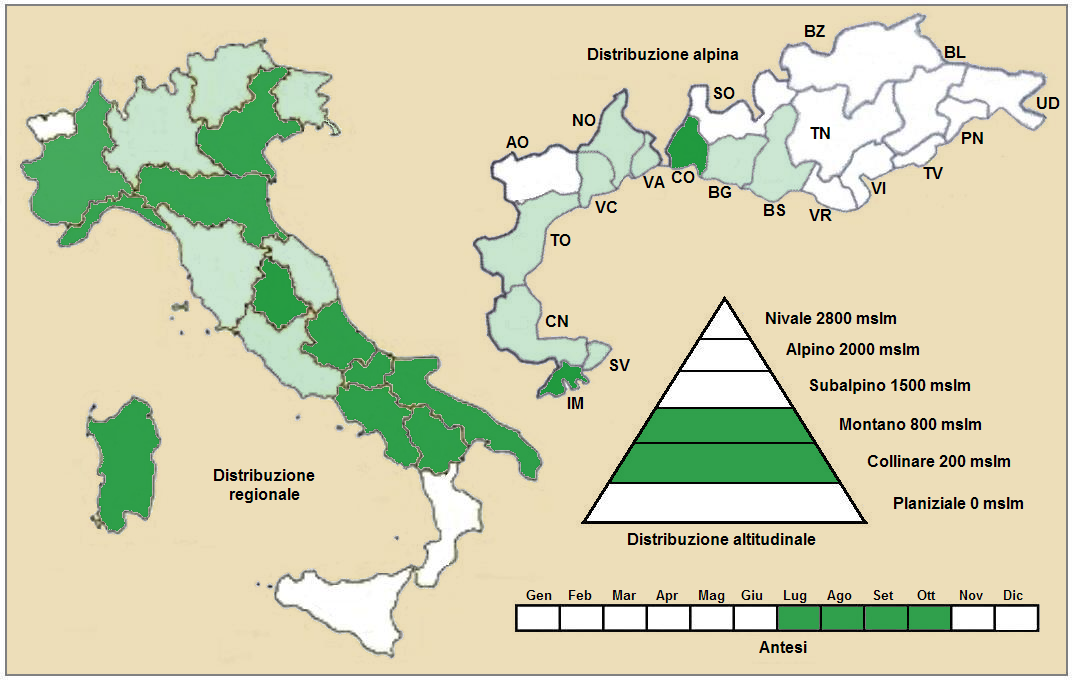
Distribuzione della pianta in Italia
(Distribuzione regionale – Distribuzione alpina)

Geoelemento: il tipo corologico (area di origine) è Orofita - Sud Est Europeo ma anche secondo altri Autori Ovest Asiatico. Non tutti gli Autori sono concordi col tipo corologico di questa pianta: alcuni affermano che sia originaria dell'Asia centrale e che nei nostri territori sia stata coltivata nei tempi passati per scopi medicinali e poi diffusasi spontaneamente nel bacino del Mediterraneo.

Distribuzione: in Italia è presente al nord, al centro e in parte nell'Italia meridionale. In particolare sull'arco alpino è possibile trovarla con una certa frequenza nella provincia di Como (in altre aree è considerata rara). In Europa è distribuita soprattutto nelle zone meridionali. Sui rilievi europei è presente nei Vosgi, Foresta Nera, Pirenei, Massiccio Centrale, Massiccio del Giura, Carpazi e Monti Balcani. Altrove si trova in Asia.

Habitat: predilige i luoghi ruderali e boscaglie umide, ambienti cedui e fossi; ma anche i prati e pascoli igrofili. Il substrato preferito è sia calcareo che siliceo, con terreno a pH neutro e alti valori nutrizionali e mediamente umido.

Distribuzione altitudinale: sui rilievi queste piante si possono trovare dai 500 ai 1200 m s.l.m.; frequentano quindi i seguenti piani vegetazionali: collinare e montano.

## Fitosociologia
Dal punto di vista fitosociologico alpino la specie di questa voce appartiene alla seguente comunità vegetale:
Formazione: comunità delle macro- e megaforbie terrestri
Classe: Filipendulo-Convolvuletea
Ordine: Convolvuletalia Tuxen
Alleanza: Convolvulion sepium

## Sistematica
La famiglia di appartenenza di questa voce (Asteraceae o Compositae, nomen conservandum) probabilmente originaria del Sud America, è la più numerosa del mondo vegetale, comprende oltre 23.000 specie distribuite su 1.535 generi, oppure 22.750 specie e 1.530 generi secondo altre fonti (una delle checklist più aggiornata elenca fino a 1.679 generi). La famiglia attualmente (2021) è divisa in 16 sottofamiglie; la sottofamiglia Asteroideae è una di queste e rappresenta l'evoluzione più recente di tutta la famiglia.

### Filogenesi
La tribù Inuleae (comprendente le Inulinae) è una delle 21 tribù della sottofamiglia Asteroideae). Da un punto di vista filogenetico, la tribù Inuleae, all'interno della sottofamiglia, fa parte del gruppo "Helianthodae". La sottotribù Inulinae è caratterizzata dalla particolare pubescenza dello stilo e dagli acheni con cristalli di ossalato di calcio. Il genere Inula è caratterizzato da grandi capolini con molti fiori e pappo formato da molte setole.
I caratteri distintivi della specie  Inula helenium sono:
- le foglie inferiori sono molto grandi;
- i capolini sono grossi;
- le brattee sono larghe 3-5 mm.

Il numero cromosomico delle specie di questa voce è: 2n = 10.

### Variabilità
Per questa specie sono riconosciute le seguenti sottospecie:
- Inula helenium subsp. helenium - Distrubuzione: è la stirpe principale presente in Italia
- Inula helenium subsp. orgyalis (Boiss.) Grierson, 1974 - Distrubuzione: Anatolia e Iran.
- Inula helenium subsp. pseudohelenium  Grierson, 1974 - Distrubuzione: Anatolia
- Inula helenium subsp. turcoracemosa  Grierson, 1974 - Distrubuzione: Transcaucasia, Anatolia e Iran.
- Inula helenium subsp. vanensis  Grierson,1974 - Distrubuzione: Anatolia.

### Sinonimi
Sono elencati alcuni sinonimi per questa entità:
- Aster helenium (L.) Scop.
- Aster officinalis  All.
- Corvisartia helenium  (L.) Mérat
- Helenium grandiflorum  Gilib.

### Specie simili
- Telekia speciosa (Schreb.) Baumg.: si distingue per la pagina inferiore delle foglie che è verde (non tomentosa), il ricettacolo con pagliette e gli acheni privi di pappo.

La pianta di questa voce è inoltre molto simile ad alcune Enule di altri generi in quanto i fiori sono molto simili; differiscono soprattutto per la forma delle foglie (Pentanema helveticum, Pentanema spiraeifolium, Pentanema hirtum , Pentanema britannica).

## Usi

### Farmacia
- Sostanze presenti: piccole quantità di olio etereo insieme con 1 – 3% di sostanza cristallina (questa è l'essenza dell'Inula). Sono presenti inoltre alte percentuali (19 - 45%) di inulina[3]. Alcune sostanze di questa pianta (come i lattoni sesquiterpenici) possono causare dermatiti allergiche da contatto; elevate quantità di queste sostanze possono causare vomito e diarrea.
- Proprietà curative: un tempo la radice di questa pianta veniva usata dai medici come stomachica (agevola la funzione digestiva), vermifuga (elimina i vermi intestinali), tonica (rafforza l'organismo in generale), diuretica (facilita il rilascio dell'urina) e risolutiva in generale. Queste piante hanno inoltre delle proprietà balsamiche calmanti della tosse (bronchite acuta e cronica). Come uso esterno viene indicata valida per risolvere problemi della pelle come eczema oppure herpes labiale (ma anche punture di insetti). Recentemente è stata dimostrata anche una certa attività antibatterica.
- Parti usate: soprattutto la radice dalla quale si ricavava conserve, estratti e acqua distillata. Periodo di raccolta: autunno o inizio primavera da piante adulte.

### Giardinaggio
L'utilità delle piante di questa scheda si estende anche al giardinaggio e alla ornamentazione tramite fiore reciso. Anche se il loro aspetto è un po' grossolano sono facili da coltivare ed hanno un forte sviluppo vegetativo.

### Industria
“Enula campana” viene usata per tinture in blu. 

### Cucina
Nell'antichità veniva usata per preparare alcuni liquori e bevande a base di vino. In Francia e Svizzera è utilizzata nella fabbricazione dell'assenzio.